# Raimonda (Ballett)

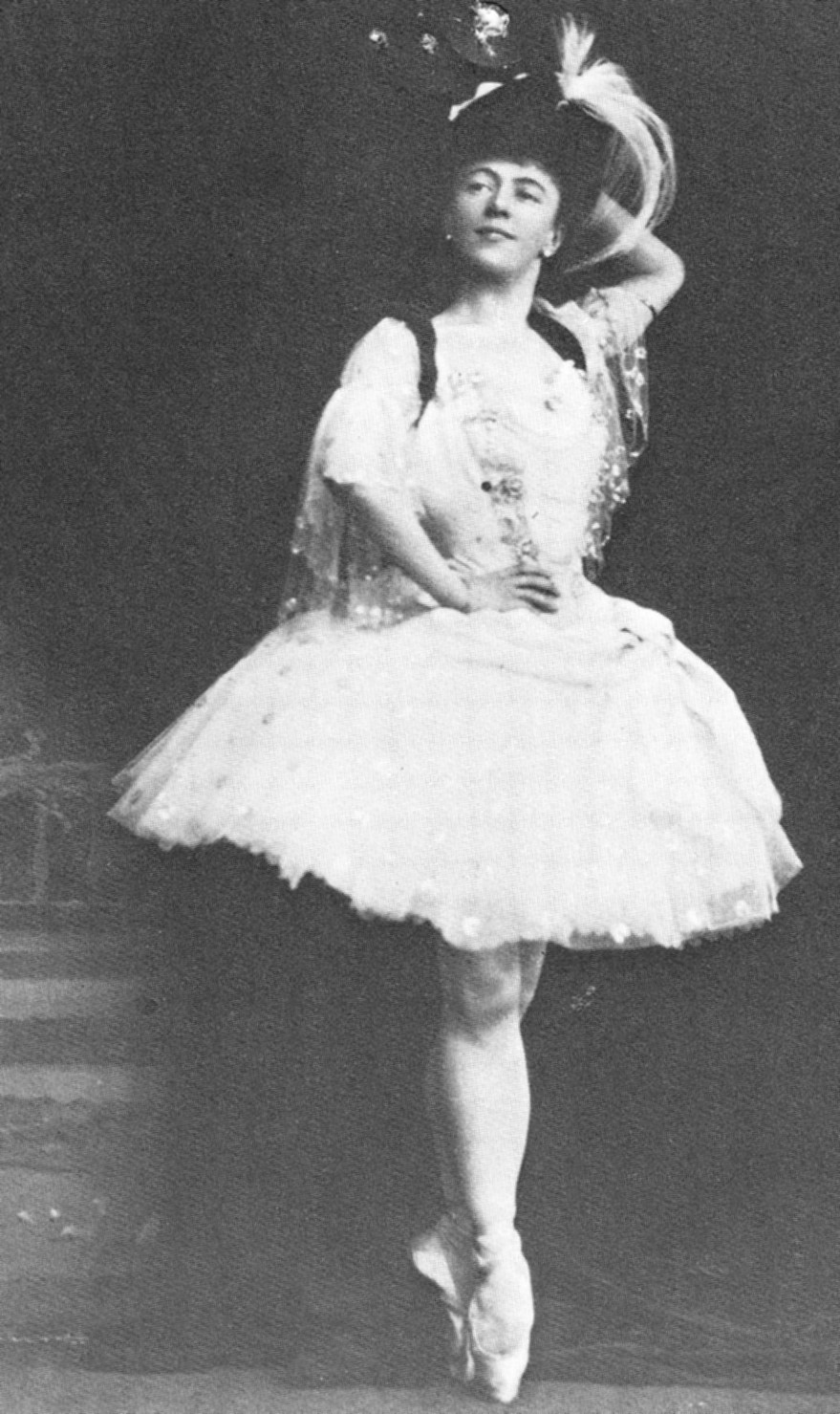
Olga Preobraschenskaja als Raimonda

Raimonda (russisch Раймонда; oft auch Raymonda geschrieben) ist ein Ballett in drei Akten des russischen Komponisten Alexander Konstantinowitsch Glasunow. Die Choreografie stammt von Marius Petipa, das Libretto von Lidija Paschkowa. Die Uraufführung fand am 7. Januar 1898 im Sankt Petersburger Mariinski-Theater statt.

## Handlung
Raimonda spielt in Ungarn zur Zeit der Kreuzzüge. Die immer wieder erscheinende Weiße Frau ist ein legendäres Gespenst aus der frühen Neuzeit.

### Akt 1
Raimonda feiert ihren Geburtstag im Schloss ihrer Tante, Gräfin Sybille von Ungarn. Auch Ritter Jean de Brienne, Raymondas Verlobter, ist anwesend. Die Liebenden müssen sich jedoch trennen, da de Brienne mit der ungarischen Armee in den Krieg zieht.
In der folgenden Nacht erscheint Raimonda im Traum die Weiße Frau und zeigt ihr einen geheimen Garten, wo Raimonda auch Jean de Brienne erkennt. Dieser jedoch verwandelt sich in einen bösen Scheich, der ihr seine Liebe erklärt.

### Akt 2
Ein neues Fest wird gefeiert und Gäste aus fernen Ländern sind eingeladen. Unter ihnen entdeckt Raimonda mit Schrecken den Scheich aus ihrem Traum, Abderachman. Dieser verlangt, Raimonda zu heiraten, was sie jedoch ablehnt. Daraufhin entführt Abderachman Raimonda, die Entführung wird jedoch vom überraschend zurückgekehrten Jean de Brienne vereitelt.

### Akt 3
Das wieder vereinigte Paar feiert seine Hochzeit im Palast des Königs.

## Musik
Raimonda (op. 57, 1896/97) war Glasunows erstes Ballett. Petipa hatte sich nach Pjotr Iljitsch Tschaikowskis Tod an Glasunow gewandt. Zwar verfasste Glasunow die Komposition, weigerte sich jedoch, die strengen Vorgaben des Choreografen bezüglich der Musik umzusetzen:

„Herr Glasunow will nicht eine einzige Note ändern, nicht mal in der Variation von Fräulein Legnani oder wenigstens die Spur eines Galopp. Es ist schrecklich mit einem Komponisten zu arbeiten, der seine Musik an ein Verlagshaus gegeben und schon vorher publiziert hat.“

Nicht ein einziges Mal erschien Glasunow bei den Bühnenproben und so erkannte er erst bei der Premiere die Wichtigkeit der Entscheidungen Petipas:

„Die Nötigkeit sich an die Vorgaben des Choreografen zu halten ist wahrhaftig ein Zwang, jedoch gibt es mir gleichzeitig Kraft für die sinfonischen Schwierigkeiten. (...) Aber sind nicht vielleicht genau diese Ketten die beste Schule und Erziehung für das Empfinden der Form?“

### Musikalischer Ablauf
1. Akt
- 1. Szene: La fête de Raymonda

1. Introduction
2. Jeux et danses
a. Scène première
b. La traditrice
c. Arrivée de Sybille
d. Reprise de la danse
e. Scène mimique
f. Récit de Sybille
g. Les moqueries de Sybille
3. Entrée
a. Annonce de l'arrivée de Raymonda
b. Préparation de l'arrivée de Raymonda
c. Entrée de Raymonda
4. La lettre de Jean de Brienne
Interpolation: Entrée d'Abderahman
5. Entrée des vassaux et des esclaves
6. Pas d'ensemble
a. Valse provençale
b. Pizzicato - Variation de Raymonda
c. Reprise de la valse
7. Départ des invitées
8. La Romanesca
a. Prélude
b. La Romanesca
c. Une fantaisie - Variation de Raymonda
9.  Scène de Clémence et le luth
10. Apparition de la Dame Blanche
11. Entracte symphonique
- 2. Szene: Visions

12. Le rêve fantastique
13. Entrée de la vision de Jean de Brienne
14. Grand pas d'action
a. Grand adage
b. Valse fantastique
c. Variation I
d. Variation II
e. Variation de Raymonda
f. Grande coda
15. Scène dramatique
16. Ronde des follets et des farfadets
- 3. Szene: L'aurore

17. Scène et final
2. Akt: Cour d'amour
18. Ouverture
19. Marche
20. Arrivée d'Abderahman
21. Pas d'action
a. Grand adage
b. Variation I
c. Variation II
d. Variation de Raymonda
e. Grande coda
Grand Divertissement
22. Scène mimique
23. Entrée des jongleurs
24. Pas des garçons arabes
25. Danse sarrasine
26. Grand pas espagnol
27. Danse orientale
28. Bacchanale générale
29. L'arrivée de Jean de Brienne et André II
30. Le combat
31. Hymne
3. Akt: Le festival des noces
32. Entracte
33. Grand cortège hongrois
34. Rapsodie (Danse des enfants)
35. Palotás (Danse hongroise)
b. Mazurka
36. Pas classique hongrois
a. Entrée
b. Grand adage
c. Variation I
d. Variation II
e. Danse pour quatre danseurs
f. Variation de Raymonda
g. Variation de Jean de Brienne
h. Coda
37. Galop général
38. Apothéose

## Stil
Petipa hat viele Elemente des ungarischen Charaktertanzes in seine Choreografie eingebaut. Typisch sind hier die in Nacken und Taille eingestützten Hände, verschränkte Arme oder der vom Publikum abgewendete Oberkörper.

„In diesem Charakterstück muss man die Schultern und den Oberkörper auf spezielle Weise einsetzen (...), dadurch erhält das Ganze etwas Besonderes, ein bisschen Paprika.“

## Berühmte Passagen
Einige Teile des Werkes sind besonders bekannt und werden unabhängig vom Stückzusammenhang in Ballettgalas und Wettbewerben gezeigt.
- Raymondas Solo aus dem Traumbild (Tableau de Rêve)

- Grand pas de dix Hongrois aus dem 3. Akt

Besonders bekannt ist Raymondas Solo zum Klaviersolo Variation de Raymonde. Die Choreografie beinhaltet ein Klatschen der Hände, was auf russischen Bühnen traditionell jedoch verboten ist und dort deshalb nur angedeutet wird. Die Tänzerinnen der Pariser Oper wurden jedoch seinerzeit von Rudolf Nurejew zum lautestmöglichen Händeklatschen aufgefordert. An der Wiener Staatsoper wurde die Choreographie von Nurejew 1985 wieder aufgenommen und bis 1999 insgesamt 40-mal gezeigt. Ballettmeister Manuel Legris brachte Raimonda im Dezember 2016 wieder auf die Bühne.